# Julia Dalavia
Julia Dalavia (nacida el 9 de febrero de 1998) es una actriz brasileña.

## Filmografía

### Televisivo
| Año  | Título             | Función                            | Grados   |
| ---- | ------------------ | ---------------------------------- | -------- |
| 2014 | Em Família         | Helena Fernandes Machado (Leninha) | 1.ª Fase |
| 2014 | Boogie Oogie       | Alessandra Dias dos Santos (Alê)   |          |
| 2016 | Velho Chico        | Maria Tereza de Sá Ribeiro (Terê)  | 2st Fase |
| 2016 | Justiça            | Mayara Libéria Nascimento (Suzy)   |          |
| 2017 | Os Dias Eram Assim | Fernanda Sampaio                   |          |
| 2019 | Órfãos da Terra    | Laila                              |          |
| 2022 | Pantanal           | Maria Augusta Noguiera (Guta)      |          |

### Película
| Año  | Título                                           | Función                |
| ---- | ------------------------------------------------ | ---------------------- |
| 2006 | O Cavaleiro Didi e Un Princesa Lili              | Rovena                 |
| 2012 | Até que Un Sorte nos Separe                      | Stefani Peixoto (Teté) |
| 2013 | Até que Un Sorte nos Separe 2                    | Stefani Peixoto (Teté) |
| 2015 | Até que Un Sorte nos Separe 3: Un Falência Final | Stefani Peixoto (Teté) |
| 2018 | Minha Família Perfeita                           | Debora                 |